# أبو الحسن الصغير
أبو الحسن الصغير (تُوفي سنة 719هـ المُوافق 1319م) هو فقيه وقاض مالكي، من أهل المغرب.
هو أبو الحسن علي بن محمد بن عبد الحق الزرويلي وشهرته الصُّغيِّر. ولاه السلطان أبو الربيع المريني القضاء بفاس وكان يدرس بجامع الاجدع. من آثاره: «التقييد على المدونة» في فروع الفقه المالكي. كما جمع السجلماسي بعض فتاواه في كتاب سماه «الدر النثّير على أجوبة أبي الحسن الصغير». وللمعاصر لمين الناجي كتاب «أبو الحسن الصُّغيِّر - رائد المدرسة المالكية بالمغرب الأقصى» نُشرت ضمن سلسلة مشاهير علماء الغرب الإسلامي.
يُعتبر أبو فارس عبد العزيز بن محمد القروي (تُوفي سنة 750هـ المُوافق 1350م) من أشهر تلاميذ أبي الحسن.